# Ron Ellis
Pour les articles homonymes, voir Ellis.
Ronald John Edward Ellis, né le 8 janvier 1945 à Lindsay, dans la province de l'Ontario, au Canada et mort le 11 mai 2024, est un joueur de hockey canadien jouant au poste d'ailier droit. Il a joué 16 saisons dans la Ligue nationale de hockey avec l'équipe des Maple Leafs de Toronto.

## Carrière de joueur
En junior, Ron Ellis joue, de 1960 à 1964 avec les Marlboros de Toronto, équipe évoluant dans la Ligue de hockey de l'Ontario. Avec cette équipe, il remporte la Coupe Memorial en 1964.
Dès la saison 1964-65, Ellis devient joueur permanent des Maple Leafs de Toronto et joue 11 saisons avec cette équipe jusqu'à sa première retraite sportive après la saison 1974-75. Pendant cette période, il remporte la Coupe Stanley en 1967.
En 1972, il est membre de l'équipe du Canada qui affronte l'Union soviétique lors de la Série du siècle.
À la suite de sa meilleure saison en LNH, pendant laquelle il marque 61 points, Ellis prend sa retraite lors du camp d'entraînement 1975. Il déclare à l'époque n'avoir plus le désir de jouer et prétend que sa décision n'a aucun rapport avec le fait qu'il a cédé un mois plus tôt le rôle de capitaine des Maple Leafs à Darryl Sittler.
Sortant de sa retraite à l'occasion des Championnats du monde de hockey 1977, qui voient le retour du Canada dans la compétition après sept ans d'absence, Ellis décide peu après de reprendre le chemin des patinoires avec les Maple Leafs. Jouant encore quatre saisons avec Toronto, il se retire définitivement, cette fois, après la saison 1980-81.¸
Ron Ellis meurt le 11 mai 2024 à l'âge de 79 ans,.

## Récompenses et distinctions
- Coupe Memorial : 1964
- Coupe Stanley : 1967
- Sélectionné pour les Match des étoiles :
  - 18e match (1964)
  - 19e match (1965)
  - 21e match (1968)
  - 23e match (1970)

## Statistiques
Pour les significations des abréviations, voir Statistiques du hockey sur glace.
| Saison     | Équipe                 | Ligue      |      | Saison régulière | Saison régulière | Saison régulière | Saison régulière | Saison régulière |    | Séries éliminatoires | Séries éliminatoires | Séries éliminatoires | Séries éliminatoires | Séries éliminatoires |
| Saison     | Équipe                 | Ligue      | PJ   | B                | A                | Pts              | Pun              | PJ               | B  | A                    | Pts                  | Pun                  |                      |                      |
| 1960-1961  | Marlboros de Toronto   | AHO        | 3    | 2                | 1                | 3                | 2                |                  |    |                      |                      |                      |                      |                      |
| 1961-1962  | Marlboros de Toronto   | AHO        | 33   | 17               | 12               | 29               | 16               | 12               | 6  | 5                    | 11                   | 4                    |                      |                      |
| 1962-1963  | Marlboros de Toronto   | AHO        | 36   | 21               | 22               | 43               | 8                | 10               | 9  | 9                    | 18                   | 2                    |                      |                      |
| 1963-1964  | Maple Leafs de Toronto | LNH        | 1    | 0                | 0                | 0                | 0                |                  |    |                      |                      |                      |                      |                      |
| 1963-1964  | Marlboros de Toronto   | AHO        | 54   | 46               | 38               | 84               | 20               | 9                | 4  | 10                   | 14                   | 10                   |                      |                      |
| 1964-1965  | Maple Leafs de Toronto | LNH        | 62   | 23               | 16               | 39               | 14               | 6                | 3  | 0                    | 3                    | 2                    |                      |                      |
| 1965-1966  | Maple Leafs de Toronto | LNH        | 70   | 19               | 23               | 42               | 24               | 4                | 0  | 0                    | 0                    | 2                    |                      |                      |
| 1966-1967  | Maple Leafs de Toronto | LNH        | 67   | 22               | 23               | 45               | 14               | 12               | 2  | 1                    | 3                    | 4                    |                      |                      |
| 1967-1968  | Maple Leafs de Toronto | LNH        | 74   | 28               | 20               | 48               | 8                |                  |    |                      |                      |                      |                      |                      |
| 1968-1969  | Maple Leafs de Toronto | LNH        | 72   | 25               | 21               | 46               | 12               | 4                | 2  | 1                    | 3                    | 2                    |                      |                      |
| 1969-1970  | Maple Leafs de Toronto | LNH        | 76   | 35               | 19               | 54               | 14               |                  |    |                      |                      |                      |                      |                      |
| 1970-1971  | Maple Leafs de Toronto | LNH        | 78   | 24               | 29               | 53               | 10               | 6                | 1  | 1                    | 2                    | 2                    |                      |                      |
| 1971-1972  | Maple Leafs de Toronto | LNH        | 78   | 23               | 24               | 47               | 17               | 5                | 1  | 1                    | 2                    | 4                    |                      |                      |
| 1972-1973  | Maple Leafs de Toronto | LNH        | 78   | 22               | 29               | 51               | 22               |                  |    |                      |                      |                      |                      |                      |
| 1973-1974  | Maple Leafs de Toronto | LNH        | 70   | 23               | 25               | 48               | 12               | 4                | 2  | 1                    | 3                    | 0                    |                      |                      |
| 1974-1975  | Maple Leafs de Toronto | LNH        | 79   | 32               | 29               | 61               | 25               | 7                | 3  | 0                    | 3                    | 2                    |                      |                      |
| 1977-1978  | Maple Leafs de Toronto | LNH        | 80   | 26               | 24               | 50               | 17               | 13               | 3  | 2                    | 5                    | 0                    |                      |                      |
| 1978-1979  | Maple Leafs de Toronto | LNH        | 63   | 16               | 12               | 28               | 10               | 6                | 1  | 1                    | 2                    | 2                    |                      |                      |
| 1979-1980  | Maple Leafs de Toronto | LNH        | 59   | 12               | 11               | 23               | 6                | 3                | 0  | 0                    | 0                    | 0                    |                      |                      |
| 1980-1981  | Maple Leafs de Toronto | LNH        | 27   | 2                | 3                | 5                | 2                |                  |    |                      |                      |                      |                      |                      |
| Totaux LNH | Totaux LNH             | Totaux LNH | 1034 | 332              | 308              | 640              | 207              | 70               | 18 | 8                    | 26                   | 20                   |                      |                      |

## Sources
- (en) Carrière de Ron Ellis
- (en) Statistiques de Ron Ellis